# Celine Fontanges
Celine Fontanges (* 15. Mai 1977 in Hamburg), auch Céline Fontanges geschrieben, ist eine deutsche Hörspiel- und Synchronsprecherin sowie Synchronbuchautorin und -regisseurin.

## Arbeit
Celine Fontanges ist die Tochter der Schauspielerin Astrid Kollex und wurde am Hamburger Schauspiel-Studio Frese ausgebildet. Sie war Mitglied der Schauspielkompanie AdHoc von Jörg Pleva. Nach einigen Jahren am Theater verlegte sich ihr Schwerpunkt ganz auf die Sprecher- und Synchronarbeit.
Man kennt ihre Stimme zum Beispiel aus Hörspielproduktionen wie Die drei ???, TKKG, Peter Lundt, Geisterjäger John Sinclair, Fünf Freunde oder Die drei Musketiere. Für das Hörspiel Die Wolke wurde sie mit dem HÖRSPIEL AWARD als beste Sprecherin ausgezeichnet.
Als Synchronsprecherin hört man ihre Stimme in mehr als 300 Filmen und Fernsehserien. Sie spricht u. a. in Borgen – Gefährliche Seilschaften die Rolle der Katrine Fønsmark, gespielt von Birgitte Hjort Sørensen, in H2O – Plötzlich Meerjungfrau die Rolle der Rikki Chadwick (Cariba Heine) oder Hannah Wells (Maggie Q) in Designated Survivor.
Seit 2013 ist sie auch als Synchronbuchautorin und Synchronregisseurin bei mehr als 70 Filmen und Fernsehserien tätig (Stand 2025).

## Synchronisation

### Filme
- 1998: Elsa Zylberstein (als Rosalie) in Männer sind auch nur Frauen
- 2001: Jaime Pressly (als Claire Manning) in Ticker
- 2001: Neve Campbell (als Alice) in Investigating Sex
- 2003: Amy Smart (als Liz Culpepper) in Blind Horizon – Der Feind in mir
- 2003: Erica Leerhsen (als Connie) in Anything Else
- 2003: Flea (als Donnie Stachelbeere) in Die Rugrats auf Achse
- 2003: Julie Cox (als Elsa Greer) in Poirot – Das unvollendete Bildnis
- 2003: Karen Goberman (als Lucy Beale) in Gods and Generals
- 2003: Sean Young (als Chani) in Der Wüstenplanet (TV-Extended Version) (1988) (2. Synchro (DVD) 2003)
- 2004: Émilie Dequenne (als Brigitte) in Die Frau des Leuchtturmwärters
- 2004: Emily Bruni (als Helene Dufosse) in Miss Marple – Mord im Pfarrhaus
- 2004: Emma Williams (als Ruby Keene) in Miss Marple – Die Tote in der Bibliothek
- 2004: Kate Bosworth (als Sandra Dee) in Beyond the Sea – Musik war sein Leben
- 2004: Race Wong (als Jiney) in Ab-Normal Beauty – In jedem lebt das Böse
- 2004: Michelle Williams (als Lana) in Land of Plenty
- 2006: Talulah Riley (als Megan Hunter) in Miss Marple – Die Schattenhand
- 2007: Jessica Alba (als Lucy) in Meet Bill
- 2015: Cécile de France (als Carole) in La belle saison – Eine Sommerliebe
- 2017: Elliot Page (als Lucy Moro) in My Days of Mercy

### Serien
- 1998–1999: Tanya Lawson (als Danni) in Auf der Suche nach der Schatzinsel
- 1999–2002: Paula Cale (als Joanie Hansen) in Providence
- 1999–2007: Michele DeCesare (als Hunter Scangarelo) in Die Sopranos in den Episoden 1.01, 1.03, 1.04, 2.03, 3.01 und 6.21
- 2000: Tammy Townsend (als Erika Carter) in Walker, Texas Ranger in der Episode 8.16 (Der Einsiedler/Justice Delayed)
- 2000: Aimée Castle (als Robyn Hood) in Zurück nach Sherwood Forest
- 2001: als Misto in Kamikaze Kaito Jeanne
- 2004: als Miu in DearS
- 2004: Piper Perabo (als Honey) in Dr. House in Episode 22
- 2005: als Eri Sawachika in School Rumble
- 2005–2006: als Cleo Carter in Tutenstein
- 2006–2007: als Ino in Naruto
- 2006–2007: Jessica Collins (als Lizzie Miller) in The Nine – Die Geiseln
- 2006–2010: Cariba Heine (als Rikki Chadwick) in H₂O – Plötzlich Meerjungfrau
- 2007: Michelle Ryan (als Katherine Reimer) in Jekyll
- 2008: Die Meeresprinzessinen (als Ester)
- 2008–2011: Emilie Ullerup (als Ashley Magnus) in Sanctuary – Wächter der Kreaturen
- 2009–2017: Ryōka Yuzuki (als ‘Ino Yamanaka’) in Naruto Shippuden
- 2010–2013: Cariba Heine (als Isabelle) in Dance Academy – Tanz deinen Traum!
- 2010–2013: Birgitte Hjort Sørensen (als Katrine Fønsmark) in Borgen – Gefährliche Seilschaften
- 2012–2014: Lisette Pagler (als Mimi/Anita) in Real Humans – Echte Menschen
- 2014–2016: Joanna Temelkowa (als Nija Tudscharowa ) in Undercover
- 2016: Cariba Heine (als Rikki Chadwick) in Mako – Einfach Meerjungfrau in den Episoden 3.15 und 3.16
- 2016–2019: Maggie Q (als Hannah Wells) in Designated Survivor
- 2017: Yumi Uchiyama (als Hatsuna Wakabayashi) in Brynhildr in the Darkness
- Seit 2017: Ino Yamanaka in Boruto: Naruto Next Generations
- 2018: Shenae Grimes (als Jacqueline „Jack“ Cooper) in The Detail
- Seit 2018: Sandra Lee in Dr. Pimple Popper
- 2021: Teela in Masters of the Universe – Revelation

### Spiele
- 1997: Als Lucy in Blade Runner
- 2000: Als Lilia in Galerians
- 2003: Als Lilia in Galerians: Ash
- 2001: Als Imoen in Baldur’s Gate 2: Schatten von Amn
- 2002: Als Diana in Hitman 2: Silent Assassin
- 2003: Als Bastila Shan in Star Wars: Knights of the Old Republic
- 2005: Als Bastila Shan in Star Wars: Knights of the Old Republic II: The Sith Lords
- 2006: Als Tierärztin Kirsten Neumann in Tiere in Not, und du hilfst!
- 2008: Als Mona in A Vampyre Story
- 2009: Ergänzende Sprechrolle in Dragon Age: Origins
- 2009: Ashe und Fiora in League of Legends
- 2010: Als Eve in The Legend of Crystal Valley
- 2011: Als Liz Allaire in The Next Big Thing
- 2011: Als Daina Le Guin in Dead Space 2[6]
- 2016: Als Delara Auzenne in Deus Ex: Mankind Divided[7]
- 2017: Als Aliena in Die Säulen der Erde

## Synchronbuch und Synchronregie (Auswahl)
(Quelle: )
- Metro – Im Netz des Todes (2013)
- Liebe ist das perfekte Verbrechen (2013)
- Die Melodie des Meeres (2014)
- La Belle Saison – Eine Sommerliebe (2015)
- Die Schnecke und der Buckelwal (2019)
- Designated Survivor (Staffel 3) (2019)
- So wie du mich willst (2019)
- Im Herzen jung (2021)
- Denen man vergibt (2021)
- I love America (2022)
- Icon of French Cinema (2023)
- Die Gleichung ihres Lebens (2023)
- Douglas is cancelled (2024)

## Hörspiele und Hörbücher (Auswahl)
- Der Schimmelreiter, Hörspiel, NDR 2004
- Charles Dickens: Oliver Twist, der Hörverlag 2005
- Agatha Christie: Mord in Mesopotamien (Hercule Poirot), der Hörverlag & Audible 2007, ISBN 978-3-89940-793-8 (Hörbuch)
- Elisabeth Herrmann: Schlick. Regie: Sven Stricker. Radio-Tatort, NDR 2010.
- Die Welle, Der Audio Verlag 2012
- Gudrun Pausewang: Die Wolke, Hörspiel, RTV 2012
- Krachmacherstraße – Die große Hörbuchbox, gelesen von Leonie Landa, Céline Fontanges und Anne Moll. Enthält die Geschichten: Die Kinder aus der Krachmacherstraße; Lotta zieht um; Na klar, Lotta kann radfahren; Lotta kann fast alles; Natürlich ist Lotta ein fröhliches Kind. 4 CDs. Oetinger Audio 2015. Lesung. ISBN 978-3-8373-0848-8